# Botanophila salutaris
Botanophila salutaris este o specie de muște din genul Botanophila, familia Anthomyiidae. A fost descrisă pentru prima dată de Huckett în anul 1966. Conform Catalogue of Life specia Botanophila salutaris nu are subspecii cunoscute.